# NGC 4706
NGC 4706 é uma galáxia lenticular (SB0) localizada na direcção da constelação de Centaurus. Possui uma declinação de -41° 16' 46" e uma ascensão recta de 12 horas, 49 minutos e 54,0 segundos.
A galáxia NGC 4706 foi descoberta em 5 de Junho de 1834 por John Herschel.